# Regina Escher
Regina Escher (* 1955) ist eine Schweizer Diplomatin im Ruhestand. Sie war von  Dezember 2010 bis Dezember 2014 als erste Schweizerin Botschafterin in Sofia, Bulgarien.

## Laufbahn
Escher absolvierte 1985 ein Doktorat der Staatswissenschaften (dr. sc. pol.) mit einer Dissertation über die Vereinten Nationen. Sie trat 1987 als Nachwuchs-Diplomatin («Stagiaire diplomatique») in das Eidgenössische Departement für auswärtige Angelegenheiten (EDA) ein. Im diplomatischen Dienst wurde sie später «erste Mitarbeiterin» des Missionschefs in Sofia.
Im Dezember 2010 erhielt Regina Escher als Nachfolgerin von Thomas Feller, der nach Algerien wechselte, die Ernennung zur ausserordentlichen und bevollmächtigten Botschafterin in der Republik Bulgarien. Sie wurde am 27. Januar 2011 akkreditiert und ging nach drei Jahren in den Ruhestand. Zu ihrem Nachfolger ernannte der Schweizer Bundesrat im November 2013 Denis Knobel, bis dahin Missionschef in Zagreb.

## Schriften
- Friedliche Erledigung von Streitigkeiten nach dem System der Vereinten Nationen. (Schweizer Studien zum internationalen Recht. Nr. 40). 185 Seiten. Polygraphischer Verlag Schulthess, Zürich 1985. ISBN 978-3-7255-2411-2.

'Ivas Krieg – Als Jugoslawien aus den Fugen geriet', Roman, Bod 2024. ISBN 978-3-7562-6684-5